# Текстильщик (стадион, Камышин)
«Тексти́льщик» — футбольный стадион в городе Камышине. Является домашним для клуба «Текстильщик». В настоящее время стадион «Текстильщик» является одним из самых вместительных стадионов в Волгоградской области. Вместимость главной арены города около 10 000 посадочных мест.

## История
На месте современного стадиона находился овраг, который в 1973 году был засыпан и этом месте построена трибуна на 1200 мест..
Первая масштабная реконструкция была произведена в 1987—1988 годах, когда команду возглавил Сергей Павлов. Были возведены Северная и Западная трибуны, проведено освещение, появилось электронное табло. Вместимость стадиона выросла до 8000 мест. Позже была возведена Южная трибуна и число мест увеличилось до 10 000.
Вторая масштабная реконструкция прошла в 1993—1994 годах. Была построена Восточная трибуна и надстроена Северная. Также было построено новое административное здание, установлен козырёк над Северной трибуной, смонтировано новое табло и освещение. После этой реконструкции вместимость арены составила более 15 000 мест, стадион стал первой чисто футбольной ареной в России. Последняя реконструкция была в 2003—2004 годах, заключающаяся в установке пластиковых кресел.
Рекорд посещаемости стадиона был установлен 24 сентября 1993 года в матче против московского «Спартака» — 16 300 зрителей{https://fc-dynamo.ru/champ/prot.php?id=1288500}.